# شوکت پاموک
شوکت پاموک (انگلیسی: Şevket Pamuk؛ زادهٔ ۱ ژانویهٔ ۱۹۵۰) استاد دانشگاه اهل ترکیه است. او صاحب کرسی مطالعات ترکیه معاصر در مدرسه اقتصاد لندن و استاد اقتصاد و تاریخ اقتصادی در دانشگاه بغازیچی است.
او برادر اورهان پاموک، نویسنده ترکیه‌ای است. حمیرا پاموک، خبرنگار، خواهر نانتی آن هاست.